# Kanjut Sar
Le Kanjut Sar, sommet pakistanais, est situé dans le Karakoram occidental. Il est le vingt-huitième plus haut sommet du monde.

## Topographie
Le Kanjut Sar domine le bassin du glacier de Khanibasa, au nord de l'immense glacier d'Hispar. 
Il comprend deux sommets distincts :
- le Kanjut Sar I (7 760 m) ;
- le Kanjut Sar II (6 181 m).

## Exploration
La région a été visitée à maintes reprises dès 1892, d'abord par William Martin Conway, puis par les époux Bullock-Workman en 1903 et 1908, par Eric Shipton en 1939 et 1940, par Ardito Desio en 1954 et enfin par Kinji Imanishi en 1955.

## Ascensions
- 1959 - Première ascension, entreprise par une équipe de onze alpinistes conduite par Guido Monzino. Le 19 juillet, le binôme constitué de Jean Bich et Camillo Pellissier quitte le Camp VI situé à 7 060 mètres d'altitude et part en direction du sommet. Bich, malade, abandonne, laissant Pellissier atteindre seul la cime du Kanjut Sar.